# Rieti
Rieti er en by og kommune i Lazio i det centrale Italien med ca. 47.700 indbyggere. Den er hovedby i provinsen Rieti.
Byens centrum er beliggende på en lille bakketop med udsigt til lavlandsområde ved den sydlige bred af en tidligere sø, der nu blevet til frugtbar land omkring Velino-floden. Tilbage fra den oprindelige sø er nu kun to små søer, Ripasottile og Cantalice.

## Historie
Rieti var oprindeligt centrum i sabinernes rige, indtil romerne i slutningen af det 3. århundrede f.Kr. erobrede området. I den periode var Rieti et vigtigt trafikknudepunkt på den såkaldte saltrute (Via Salaria), der forbandt Rom med Adriaterhavet gennem Appenninerne. Det var romerne, der foretog det store dræningsarbejde ved den oprindelige sø, og romerne sørgede desuden for at befæste byen samt præge udviklingen i retning af andre romerbyer med to store veje vinkelret på hinanden gennem byen.
I den tidlige middelalder blev byen flere gange plyndret, men nød også pavemagtens yndest, hvilket medførte, at der blev afholdt flere større festligheder i byen i forbindelse med betydningsfulde bryllupper og kroninger. Da pavesædet flyttede til Avignon, blev Rieti indlemmet i kongeriget Napoli, men kom senere igen på pavemagtens hænder. Med Italiens samling i midten af det 19. århundrede blev byen først en del af Abruzzo, men kom senere til at høre til Lazio.

## Seværdigheder
Der stort set ingen spor af byen fra sabiner- eller romertiden. Det eneste, der kan ses, er en stenbro over Velino samt en viadukt, begge fra romertiden. Byens mest kendte bygning er katedralen, der blev påbegyndt i 1109, men næsten fuldstændig ombygget i 1639. Dens klokketårn er fra 1252, og selve katedralen rummer flere bemærkelsesværdige kunstværker. Også Palazzo Vescovile (Biskoppens Palads) er kendt for blandt andet sin loggia fra det 16. århundrede.